# Psychotria kratensis
Psychotria kratensis är en måreväxtart som beskrevs av William Grant Craib. Psychotria kratensis ingår i släktet Psychotria och familjen måreväxter. Inga underarter finns listade i Catalogue of Life.